# Трисерадиазотпентаоксид
Трисерадиазотпентаоксид — неорганическое соединение,
серы, кислорода и азота
с формулой S3N2O5,
бесцветные кристаллы,
разлагается в воде.

## Получение
- Добавление триоксида серы к тетранитриду тетрасеры:

{\displaystyle {\mathsf {S_{4}N_{4}+6SO_{3}\ {\xrightarrow {}}\ 2S_{3}N_{2}O_{5}+4SO_{2}}}}
соединение очищают сублимацией в вакууме 70-80°С.

## Физические свойства
Трисерадиазотпентаоксид образует бесцветные кристаллы
моноклинной сингонии, пространственная группа P 21/c, параметры ячейки a = 0,8227 нм, b = 0,9958 нм, c = 0,7841 нм, β = 112,4°, Z = 4
.
Растворяется в органических растворителях.
Устойчиво в сухом состоянии, бурно реагирует со следами влаги.